# Міхаель Фронцек
Міхаель Фронцек (нім. Michael Frontzeck; 26 квітня 1964, Менхенгладбах, Північний Рейн-Вестфалія) — німецький футболіст і футбольний тренер. Грав на позиції захисника. Виступав за збірну Німеччини.

## Клубна кар'єра
Починав займатися футболом у клубі «Оденкірхен», звідки через якийсь час перейшов до менхенгладбаської «Боруссії». 1982 року став гравцем основної команди. Повноцінним гравцем основного складу став у сезоні 1983/84. Дебютував у Бундеслізі 13 серпня 1983 року в домашньому матчі першого туру проти дюссельдорфської «Фортуни». Матч закінчився внічию 1:1, Міхаель провів на полі всю зустріч. Грав за «Боруссію» протягом семи сезонів, провів за цей час 190 матчів і забив 17 м'ячів, став одним із найкращих крайніх захисників свого часу.
1989 року перейшов до «Штутгарту», який став його клубом на п'ять сезонів. 29 липня 1989 року він дебютував у складі «швабів» домашньому матчі першого туру проти «Карлсруе», який закінчився перемогою з рахунком 2:0. 1992 року став чемпіоном Німеччини разом зі «Штутгартом». Усього за швабів провів 163 матчі та забив 16 м'ячів.
1994 року перейшов у «Бохум», де відіграв один сезон. 1995 року повернувся до «Боруссії», але за перше коло чемпіонату 1995/96 провів всього вісім матчів і тому, отримавши пропозицію від «Манчестер Сіті», одразу ж прийняв її. За «Сіті» грав недовго, лише закінчення сезону 1995/96 та початок сезону 1996/97. Взимку 1997 року вирішив повернутися до Бундесліги та став гравцем «Фрайбурга». 21 лютого 1997 року дебютував за свій новий клуб у домашньому матчі 19-го туру проти «Гамбурга», який був програний з рахунком 0:4. Міхаель вийшов в основному складі та на 47-й хвилині був замінений іншим Міхаелем — Вагнером. Загалом за «Фрайбург» грав протягом двох років, провівши за цей час 61 матч і тричі відзначившись.
Під час зимової перерви чемпіонату 1998/99 повернувся догравати у Менхенгладбах. На той час Міхаелю вже було 35 років. За останні у своїй кар'єрі півтора сезону провів 40 матчів і зумів один раз відзначитись.

## Виступи за збірні
Провів 19 матчів за збірну Німеччини. Дебютував у ній він 12 вересня 1984 року в домашньому товариському матчі з командою Аргентини, який закінчився поразкою бундестім з рахунком 1:3. Міхаель провів тоді на полі весь матч. Разом зі збірною Фронцек став срібним призером чемпіонату Європи 1992 року.

## Тренерська кар'єра
Одразу після закінчення ігрової кар'єри Міхаелю було запропоновано стати помічником головного тренера «Боруссії». На цій посаді він пробув три роки, після чого залишив команду слідом за головним тренером Евальдом Ліненом. З 2004 по 2005 роки був на аналогічній посаді в Ганновері на запрошення все того ж Лінена.
2006 року до нього з пропозицією стати головним тренером звернулася «Алеманія», і він очолив цей клуб.
У грудні 2007 року було оголошено, що Міхаель стане головним тренером Армінії. Це сталося після того, як Ернст Міддендорп, колишній головний тренер, був відправлений у відставку, а виконувач обов'язків головного тренера Детлєв Даммайєр не зміг повноцінно тренувати команду. Контракт з ним був підписаний до 2010 року, але 17 травня, після розгромної поразки від дортмундської «Боруссії» з рахунком 0:6, був звільнений.
3 червня 2009 року Міхаель став головним тренером менхенгладбаської «Боруссії», свого рідного клубу. Він підписав дворічний контракт до 2011. 13 лютого 2011 року звільнений з посади головного тренера «Боруссії» за незадовільні результати клубу (останнє 18-е місце після 22-го туру чемпіонату Німеччини 2010/11).
20 квітня 2015 року Фронцек очолив «Ганновер 96», змінивши Тайфуна Коркута і підписавши контракт до кінця сезону. За підсумками сезону Фронцек врятував «Ганновер» від вильоту і продовжив контракт із клубом на два роки. 21 грудня 2015 Міхаель пішов з посади головного тренера «Ганновера».
1 лютого 2018 року Фронтцек був призначений новим тренером «Кайзерслаутерн», замінивши Джеффа Штрассера. 4 лютого 2018 року його першим матчем стала перемога з рахунком 2:1 над «Айнтрахтом» з Брауншвейга. 1 грудня 2018 року він був звільнений.
У сезоні 2021/22 Фронтцек став співтренером разом з Кевіном Хофландом також новопризначеного головного тренера Марка ван Боммеля у «Вольфсбурзі». Після звільнення ван Боммеля та Хофланда після 9-го туру Фронтцек залишився в тренерському штабі під керівництвом нового головного тренера Флоріана Кохфельдта. У березні 2022 року йому довелося перенести операцію на обличчі, через що він був недоступний до кінця сезону. Після того, як клуб розлучився з Кохфельдтом незабаром після останнього туру і представив Ніко Ковача як його наступника, Фронтчек покинув клуб.

## Титули і досягнення
- Фіналіст Кубка Німеччини: «Боруссія» (М) 1983/84

- Чемпіон Німеччини: «Штутгарт» 1991/92

- Срібний призер чемпіонату Європи : 1992

## Особисте життя
Фронтчек одружений з 12 квітня 1987 року, має двох дітей. Його батько Фрідхельм також був гравцем менхенгладбахської «Боруссії» з 1959 по 1963 рік і виграв Кубок DFB у 1960 році.